# Perdita paula
Perdita paula är en biart som beskrevs av Timberlake 1968. Perdita paula ingår i släktet Perdita och familjen grävbin. Inga underarter finns listade i Catalogue of Life.